# 谷塚仲町
谷塚仲町（やつかなかちょう）は、埼玉県草加市の町名。現行行政地名は谷塚仲町のみ。丁番を持たない単独町名である。住居表示未実施地区。郵便番号は340-0025。

## 地理
草加市南西部の毛長川（旧入間川）が作り出した沖積平野に位置する南北に細長い地域。主に住宅地となっているが、中央部には農地も見られる。西部を辰井川が流れる。地区の南側に小さな飛び地が二ヶ所ある。

## 沿革
もとは江戸期より存在した武蔵国足立郡谷古田領に属する中谷塚村であった。元禄年間に下谷塚村より分村して成立したと云う。
- はじめは幕府領。以降変遷なし[4]。
- 幕末の時点では足立郡に属し、明治初年の『旧高旧領取調帳』の記載によると、幕府領（代官・佐々井半十郎支配所）[5]。
- 1868年（慶応4年）6月19日 - 幕府領が武蔵知県事・山田政則（忍藩士）の管轄となる。
- 1869年（明治2年） 
  - 1月13日 - 武蔵知県事・宮原忠英の管轄区域に大宮県を設置。県庁は東京府馬喰町に置かれる。
  - 9月29日 - 県庁が浦和に置かれ浦和県に改称。
- 1871年（明治4年）11月13日 - 第1次府県統合により埼玉県の管轄となる。
- 1879年（明治12年）3月17日 - 郡区町村編制法により成立した北足立郡に属す。郡役所は浦和宿に設置。
- 1889年（明治22年）4月1日 - 町村制施行に伴ない、下谷塚村、中谷塚村、上谷塚村、東遊馬村、瀬崎村、柳島村、新里村、市右衛門新田、彦右衛門新田が合併して谷塚村が成立。中谷塚村は谷塚村の大字中谷塚となる。
- 1940年（昭和15年）11月23日 - 谷塚村が町制施行され、谷塚町の大字となる
- 1955年（昭和30年）1月1日 - 谷塚町が草加町、新田村と合併して新たな草加町となり、草加町の大字となる。
- 1958年（昭和33年）11月1日 - 市制が施行され、同時に草加町大字中谷塚から谷塚仲町に地名変更[6]。

## 世帯数と人口
2017年（平成29年）10月1日現在の世帯数と人口は以下の通りである。
| 町丁     | 世帯数    | 人口    |
| -------- | --------- | ------- |
| 谷塚仲町 | 1,087世帯 | 2,445人 |

## 小・中学校の学区
市立小・中学校に通う場合、学区は以下の通りとなる。
| 番地                                                           | 小学校               | 中学校               |
| -------------------------------------------------------------- | -------------------- | -------------------- |
| 4〜218番地 228〜242番地 261〜266番地 492〜504番地 510〜513番地 | 草加市立両新田小学校 | 草加市立両新田中学校 |
| 452番地 454番地 469〜491番地                                   | 草加市立氷川小学校   | 草加市立谷塚中学校   |
| その他                                                         | 草加市立谷塚小学校   | 草加市立谷塚中学校   |

## 交通

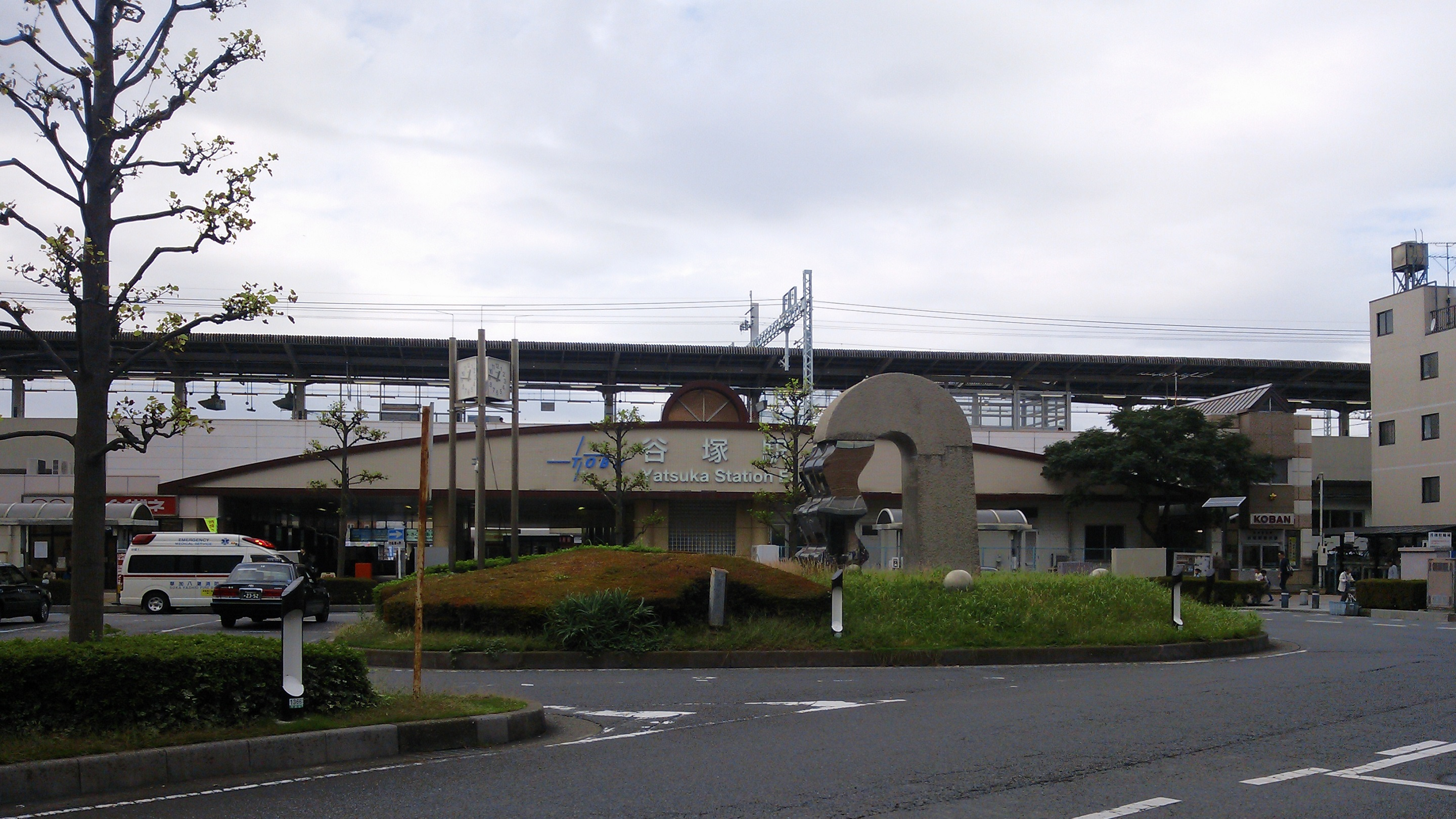
谷塚地区の中心となる谷塚駅

### 鉄道
鉄道駅は地区内に無い。東武伊勢崎線（東武スカイツリーライン）谷塚駅からほど近い。

### 道路
- 国道4号草加バイパス
- 埼玉県道・東京都道104号川口草加線
- 谷塚中央通り

## 施設
- 草加市立谷塚小学校
- 草加市谷塚文化センター
- 草加なかよし保育園
- 谷塚仲町調節池
- 曹洞宗常福寺
- 谷塚仲氷川神社
- 谷塚仲桃の木公園